# Râul Mic, Cugir
Râul Mic este un curs de apă, afluent de stânga al râului Cugir și unul din cele două cursuri de apă majore care îl formează. 

## Generalități
Râul Mic are unsprezece (11) afluenți de stânga și nouă (9) afluenți de dreapta care sunt semnificativi.

## Confluența formării
De fapt, Râul Cugir se formeaă la confluența dintre Râul Mic (Cugir) și Râul Mare (Cugir).